# Милер (фудбалер)
Милер (31. јануар 1966) бразилски је фудбалер.

## Каријера
Током каријере је играо за Сао Пауло, Торино, Палмеирас, Сантос, Крузеиро и многе друге клубове.

## Репрезентација
За репрезентацију Бразила дебитовао је 1986. године. Наступао је на три Светска првенства (1986, 1990. и 1994) с бразилском селекцијом. За тај тим је одиграо 56 утакмица и постигао 12 голова.

## Статистика
| Бразил | Бразил  | Бразил |
| Година | Наступи | Голови |
| ------ | ------- | ------ |
| 1986.  | 12      | 1      |
| 1987.  | 10      | 2      |
| 1988.  | 3       | 1      |
| 1989.  | 3       | 0      |
| 1990.  | 7       | 3      |
| 1991.  | 1       | 1      |
| 1992.  | 2       | 0      |
| 1993.  | 12      | 4      |
| 1994.  | 4       | 0      |
| 1995.  | 0       | 0      |
| 1996.  | 0       | 0      |
| 1997.  | 1       | 0      |
| 1998.  | 1       | 0      |
| Укупно | 56      | 12     |